# Reischaaf

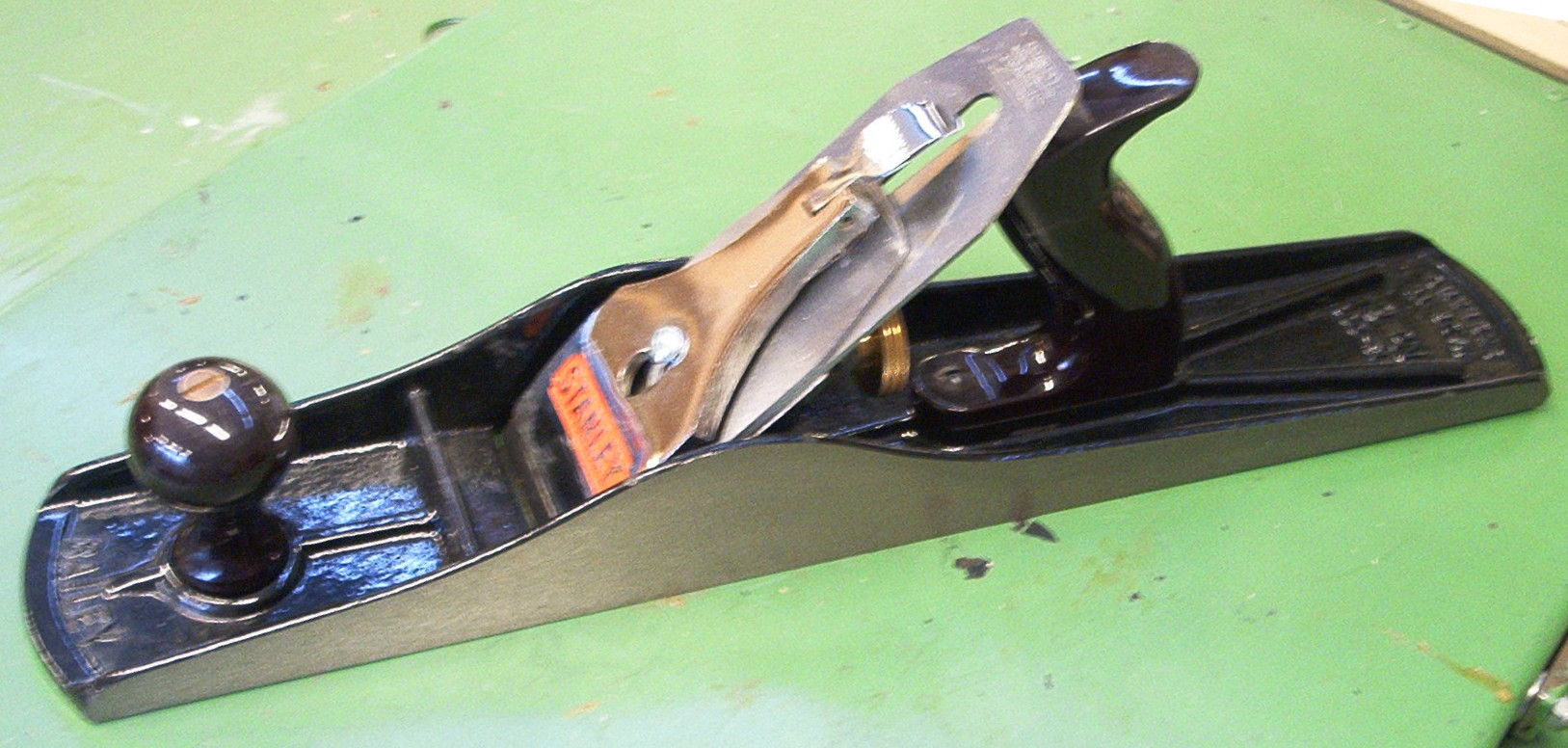
Stalen reischaaf

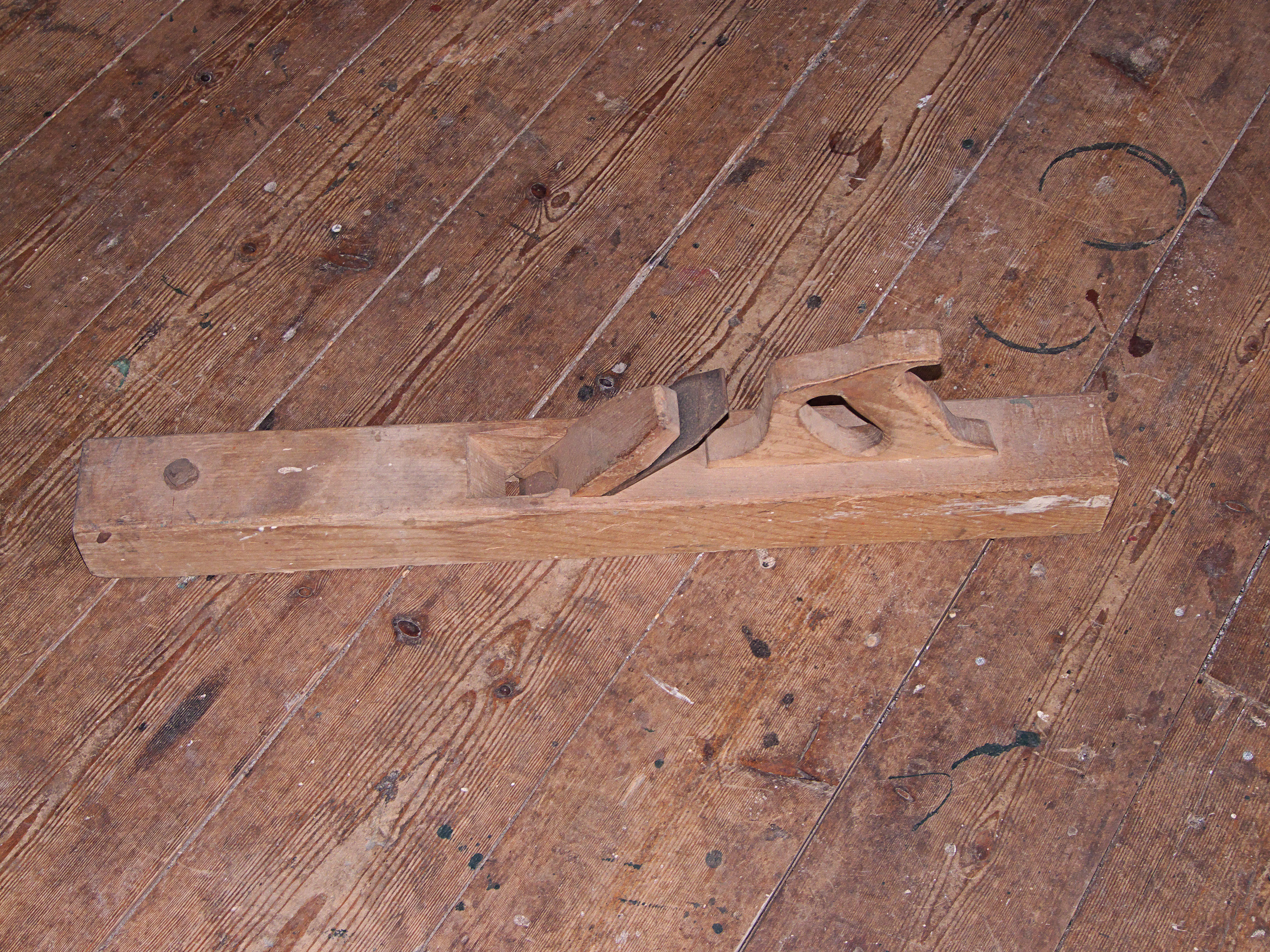
Houten reischaaf

Een reischaaf (van rei, een geschaafde lat), ook reeschaaf, is een lange rechte schaaf die wordt gebruikt om hout zuiver glad en op maat te schaven, nadat dit met de wat kortere voorloper is voorbewerkt. Een reischaaf kan zowel van hout zijn als van metaal (meestal staal). De blokschaaf, voorloper en reischaaf zijn in principe gelijk, ze verschillen alleen in de lengte van het blok. De stalen uitvoering van de reischaaf is meestal 35 cm of langer. De houten uitvoering wordt nog langer uitgevoerd, omdat deze eerder slijtage vertoont.

## Werking
De schaafbeitel snijdt een dun laagje van het hout af. De keerbeitel buigt dit om tot een schaafkrul, zodat dit gemakkelijk van de schaaf valt.
Bij de houten reischaaf kan men met de hamer de beitel lossen door een ferme klap met de hamer op de slagdop op het voorste gedeelte van het blok te geven. De beitel met wig schrikt dan los, zoals dat heet. Ook de afstelling van de beitel gebeurt met de hamer. Door lichtjes op de beitel te tikken schuift de beitel omlaag, door op de slagdop te tikken schuift de beitel omhoog. Het evenwijdig stellen van de beitel gebeurt door links of rechts (naargelang welke kant hij op moet) bovenaan tegen de zijkant van de beitel te tikken.
De stalen reischaaf is voorzien van een stelwieltje voor de diepteafstelling van de beitel ten opzichte van de zool. Ook zit er een handeltje midden onder de beitel, waarmee men deze zuiver evenwijdig aan de zool kan stellen door deze naar behoefte naar links of rechts te bewegen. De beitel zit vast met een stalen klem. De mate van klemmen wordt bereikt met een stelschroef, die door de klem in het blok zit.